# Dźwigar (lotnictwo)

Dźwigar w skrzydle - schemat podstawowy

Dźwigar – w lotnictwie podstawowy element konstrukcyjno-wytrzymałościowy skrzydeł lub usterzeń, belka przenosząca siły obciążające skrzydło w locie; w układzie z poszyciem niepracującym, jest zasadniczym elementem przenoszącym siły; w układzie z pracującym poszyciem, to ostatnie przenosi część obciążeń.
Konstrukcja dźwigara może mieć postać ceownika, dwuteownika, kratownicy spawanej lub nitowanej z elementów płaskich lub rurowych, lub skrzynkową. W dawnych samolotach wykonywano je z drewna, współcześnie - ze stali stopowych lub stopów aluminium. Najbardziej typowe są dźwigary dwuteowe, złożone z walcowanych kształtowników i łączącej je, usztywnionej słupkami, blaszanej ścianki; czasem stosuje się też elementy jednorodne. Dźwigary mogą być montowane do kadłuba prostopadle lub skośnie.
Skrzydło może mieć konstrukcję jedno-, dwu-, lub wielodźwigarową. 

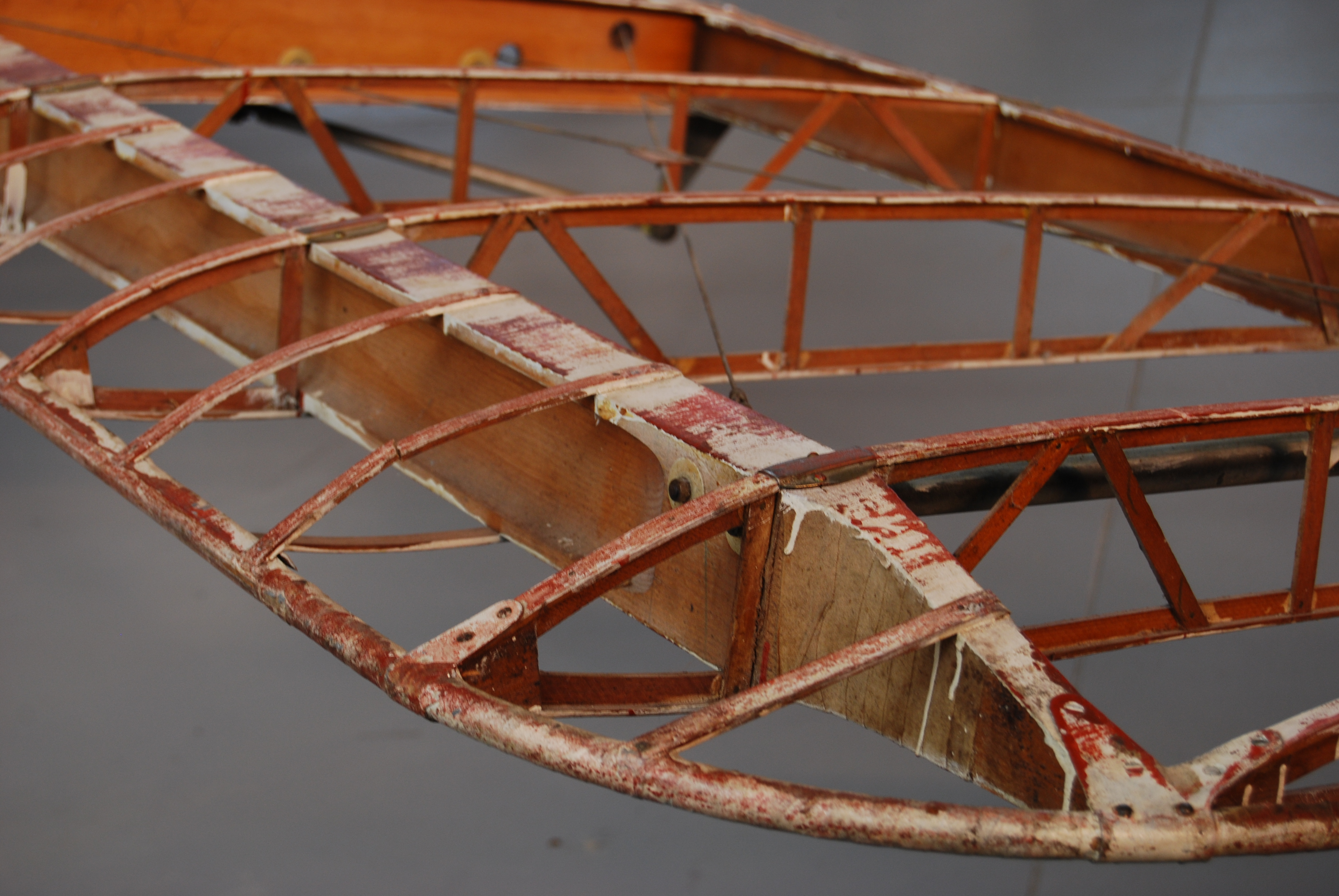
Zbliżenie na dźwigar skrzydła De Havilland DH.60 Moth
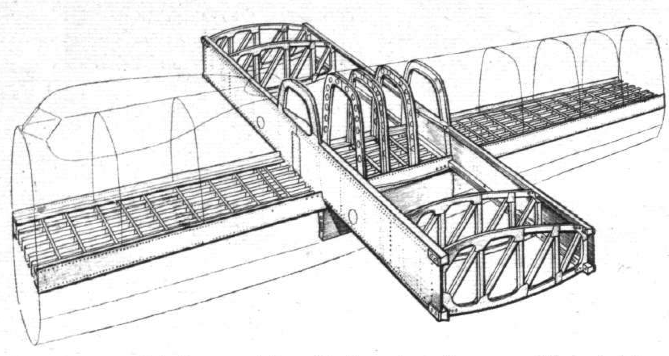
Przekrój przez dwudźwigarowe skrzydło Avro_Lancastera
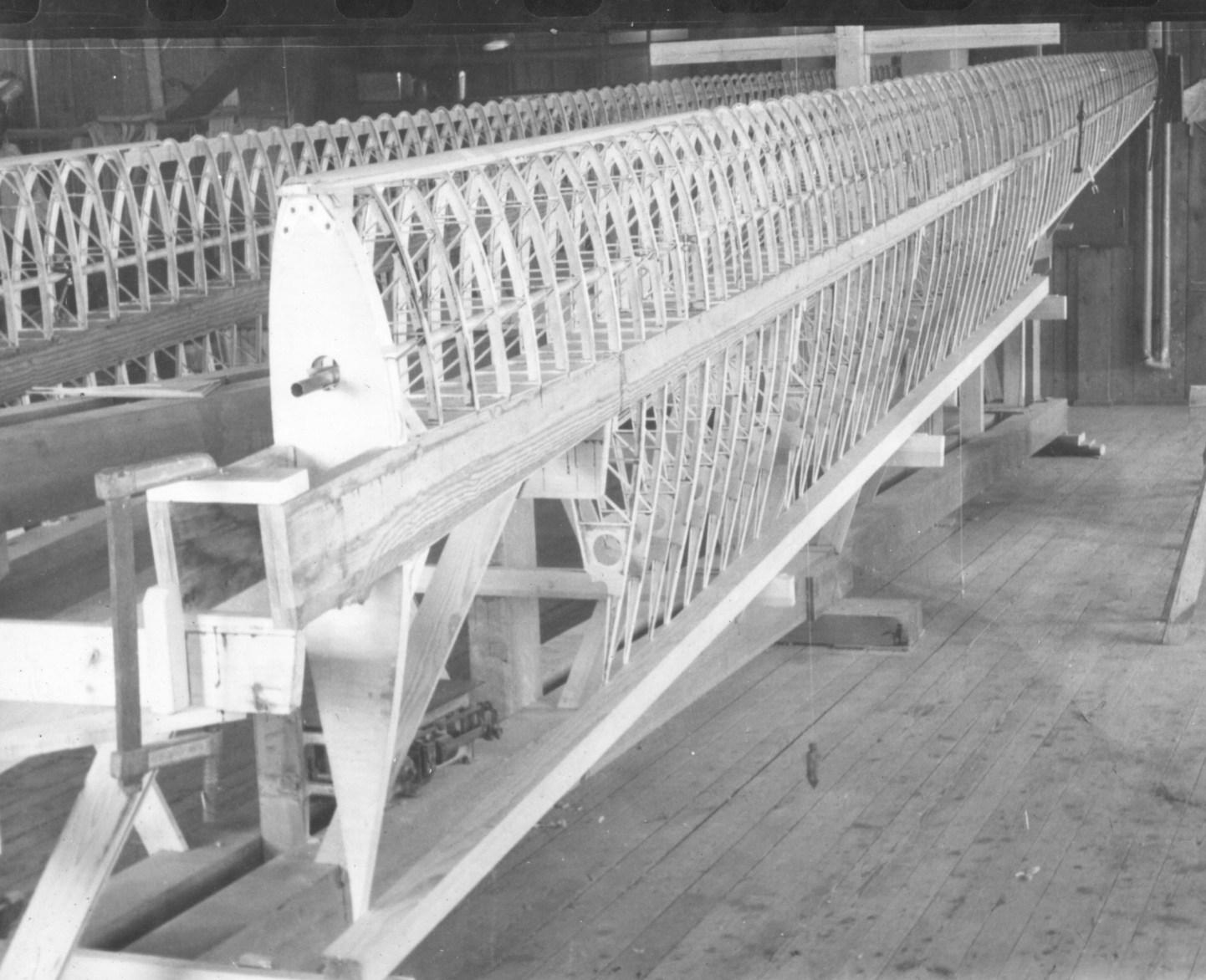
Długi dźwigar skrzydła szybowca Akaflieg München Mü 22